# Нойтайхниц
Но́йтайхниц или Но́ва-Чи́хоньца (нем. Newteichnitz; в.-луж. Nowa Ćichońca) — сельский населённый пункт в Верхней Лужице, находящийся в границах городского района Тайхниц (Баутцен), Германия.

## География
Находится между сельскими населёнными пунктами Лубохов и Чихоньца примерно в 1,3 километрах севернее деревни Чихоньца.
На юго-западе от деревни в сторону Тайхница по улице Neuteichnitzer Strasse расположен бетонный завод «Hentschke Bau» и на юге — предприятие «Kunststoffwerk Neuteichnitz Baier».
Соседние населённые пункты: на севере — деревня Лубохов, на востоке через пролив Баутценского водохранилища — деревня Нове-Мальсецы, на юго-востоке — деревня Вовнёв, на юге — деревня Чихоньца и на западе — деревня Малы-Вельков.

## История
Впервые упоминается в 1875 году под современным наименованием «Neuteichnitz». В 1950 году деревня вошла в границы Баутцена в составе городского района Тайхниц.
В настоящее время деревня входит в состав культурно-территориальной автономии «Лужицкая поселенческая область», на территории которой действуют законодательные акты земель Саксонии и Бранденбурга, содействующие сохранению лужицких языков и культуры лужичан.

## Население
Официальным языком в населённом пункте, помимо немецкого, является также верхнелужицкий язык.
В 1875 году в деревне проживало 33 человека.